# Cycloramphus boraceiensis
Cycloramphus boraceiensis är en groddjursart som beskrevs av Heyer 1983. Cycloramphus boraceiensis ingår i släktet Cycloramphus och familjen Cycloramphidae. IUCN kategoriserar arten globalt som livskraftig. Inga underarter finns listade i Catalogue of Life.